# Gap Year (Fernsehserie)
Gap Year ist eine achtteilige britische Comedyserie, die verschiedene Coming-of-Age-Storys erzählt und am 3. November 2020 auf dem Streamingportal MagentaTV veröffentlicht wurde.

## Handlung
Fünf junge, sehr unterschiedliche Menschen finden auf einer Rucksack-Tour durch Asien zusammen und starten den Trip ihres Lebens. Ob beim Camping an der Chinesischen Mauer, auf einer Full Moon Party in Thailand oder beim Trekking durch den Dschungel Malaysias – Dylan, Sean, May, Ashley und Greg erwarten jede Menge spektakuläre Abenteuer. Sie alle sind auf der Suche. Und obwohl keiner von ihnen weit weg von zuhause das findet, was er oder sie sich erhoffte, sind sie am Ende um viele Erfahrungen und Erkenntnisse reicher.

## Besetzung
| Rolle  | Schauspieler     |
| ------ | ---------------- |
| Dylan  | Anders Hayward   |
| Sean   | Ade Oyefeso      |
| Greg   | Tim Key          |
| May    | Alice Lee        |
| Ashley | Brittney Wilson  |
| Lauren | Rachel Redford   |
| Sam    | Janeane Garofalo |
| Lao Li | Elvis Chin       |
| Norm   | Jamie Demetriou  |
| Kendra | Aisling Bea      |
| Eugene | Trystan Gravelle |

## Kritiken
„Gap Year zeichnet sich durch schrägen, durchaus trockenen Humor aus, der britische Serien so unterhaltsam macht. Das Format wurde von den Produzenten Tom Basden, Jamie Campbell und Joel Wilson für den britischen Sender E4 entwickelt, wo es bereits 2017 lief. Trotz wohlwollender Kritiken entschied sich der Sender dagegen, die Serie um eine zweite Staffel zu verlängern.“